# Aleksandr Dolin
Aleksandr Dolin (în rusă Александр Долин; n. 20 aprilie 1897, Tighina, Imperiul Rus – d. 4 mai 1969, Moscova, RSFS Rusă, URSS) a fost un evreu basarabean, medic-neuropatolog, neurofiziolog și profesor sovietic, doctor în științe medicale.
A efectuat lucrări majore în domeniul fiziologiei activității nervoase superioare la oameni și animale, activității reflexe și funcțiilor de inhibare internă, reproducerii reflexe condiționate a condițiilor patologice ale corpului, fiziologiei somnului și a hipnozei, psihopropilacticei femeilor însărcinate, etc.

## Biografie
S-a născut în satul Vadul-Rașcov (acum în raionul Șoldănești, Republica Moldova) din ținutul Soroca, gubernia Basarabia (Imperiul Rus), potrivit altor surse s-ar fi născut la Tighina (Bender).  A studiat pentru a profesia de asistent farmaceutic. A participat la războiul civil rus, unde a fost mitralier în brigada de cavalerie a lui Grigore Cotovschi (1917-1920), apoi comisar al Școlii de artilerie din Odesa (1920-1921).
În anii 1921-1925 a studiat la Facultatea de Medicină a Universității de Stat din Moscova. În 1926-1930 a fost asistent la clinica de boli nervoase a Institutului Clinic Regional din Moscova, în 1931-1941 a fost șef al laboratorului filialei din Leningrad a Institutului Unional de Medicină Experimentală, în același timp și profesor asistent al Institutului „Kirov” din Leningrad (1935-1941 și 1945-1951). În anii 1941-1945 a fost șeful spitalului de evacuare Nr. 1444 al Frontului Leningrad, maior al serviciului medical.
În 1945-1946 a fost din nou șef al laboratorului Institutului de Medicină Experimentală al Academiei de Științe Medicale a URSS. În 1951-1953 a fost șeful Departamentului de Boli Nervoase al Institutului Central de Stat pentru Pregătirea Avansată a Medicilor al Ministerului Sănătății al URSS, în 1954-1969 a fost profesor la Universitatea de Stat din Moscova și cercetător principal la Institutul de cercetare în obstetrică și ginecologie al Academiei de Științe Medicale a URSS.
A fost distins cu ordinele: „Insigna de Onoare” (1942), „Steaua Roșie” (1945), „Revoluția din Octombrie” (1968) și medalia „pentru apărarea Leningradului” (1943).